# Emil Maria Steininger
Emil Maria Steininger (* 17. Mai 1861 in Wien; † 6. März 1912 ebenda) war ein österreichischer Schriftsteller und Kulturkritiker.

## Leben
Steininger war vielseitig interessiert. Er studierte an der Wiener Universität Philosophie, Geschichte und Kunstgeschichte und besuchte zusätzlich bei Bruno Bucher, dem Direktor des Museums für Kunst und Industrie, eine Lehrveranstaltung über „Geschichte Technik des Kunstgewerbes“.
Danach widmete er sich intensiv dem Schaffen Friedrich Hebbels, veröffentlichte mehrere Aufsätze  und hielt eine Reihe von Vorträgen über den Dramatiker, so dass er in die Geschichte der deutschen Philologie als „Hebbelforscher“ einging, verfasste aber auch Beiträge zur Geschichte des Wiener Kunstgewerbes und arbeitete lange Zeit als Sekretär des Wiener Kunstgewerbevereins, schrieb Musikfeuilletons für eine Wochenzeitung, in denen er die Konzertkritiken der Tagespresse nicht nur im musikalischer, sondern auch in politischer und kulturpolitischer kritisch kommentierte, und war als Theater- und Kulturkorrespondent für eine Berliner Tageszeitung, die „Tägliche Rundschau“ tätig. Bei jenem Emil Steininger, der für den Bühnenverleger und Pächter des Theaters an der Wien, Wilhelm Karczag, tätig war und an den im Juni 1909 Lehár  den für dieses Theater in kürzester Zeit fertiggestellten „Grafen von Luxemburg“ mit den legendären Worten: „Der Schmarrn ist fertig, und wenn es keinen Erfolg haben wird, habt ihr es euch selbst zuzuschreiben!“ übergab, handelte es sich um einen Namensvetter. Eine kurze Zeit (1906/07) leitete Emil Maria Steininger, der als Kunstkritiker und Literaturhistoriker auf sich aufmerksam gemacht hatte, als Nachfolger von Carl Moll  und Arthur Roessler  hingegen auch die Galerie Miethke, das „vornehmste Wiener private Kunstinstitut“, so dass er sich danach im Jahrbuch des Freien Deutschen Hochstifts zu Frankfurt am Main  als „Galerie-Direktor a. D., Schriftsteller, Wien“ anführen ließ.
Vor allem bestätigte sich Steininger jedoch als Schriftsteller, und schon 1894 nahm Peter Rosegger  eins seiner Sonnette in seinen „Heimgarten“ auf. Er verfasste Romane sowie ernste und heitere Dramen, Schwänke und Volksstücke. Für die Enthüllung eines Denkmals für Erzherzog Albrecht, den ältesten Sohn des Siegers von Aspern, Erzherzog Karl, anlässlich des 100. Jahrestage der Schlacht im Mai 1809 verfasste Steininger eine Hymne und veröffentlichte im Jahr darauf im Selbstverlag auch ein Festspiel „Der Fähnrich von Aspern“.
Im Evangelischen Friedhof Simmering des Wiener Zentralfriedhofs (Tor 4) erhielt Steininger als „literarische Lokalgröße“ ein Ehrengrab (Gruppe 3 Nr. 273).

## Werke (in Auswahl)
- Leidenschaft und Liebe . Novelle. 1883
- Man muss sich nur zu helfen wissen. Schwank (1887)
- Die Unzertrennlichen. Novelle (1890)
- Ein Vermächtnis. Drama
- Weiberfeind. Erzählung
- Schatten der Vergangenheit. Roman
- Wanderbriefe aus dem Böhmerwald (1895)
- Der Herr Präsident. Volksstück in drei Aufzügen (1908)
- Der Fähnrich von Aspern. Dramatisches Gedicht in drei Aufzügen (1910)